# Norman Petty
Norman Petty (25 de mayo de 1927 - 15 de agosto de 1984) fue un músico, compositor y productor musical estadounidense. 
Nacido en el pequeño pueblo de Clovis, Nuevo México, cerca de la frontera de Texas, Petty comenzó a tocar el piano a temprana edad. Junto a su esposa Vi y el guitarrista Jack Vaughn fundó la banda musical conocida como The Norman Petty Trio. Poseía un estudio de grabación en su pueblo natal, junto al que fundó en 1963 la emisora de radio KTQM. Murió de leucemia en Lubbock, Texas, en 1984.